# Ceilândia
Ceilândia es una región administrativa del Distrito Federal brasileño.

## Historia
Los primeros registros de ocupación de origen europeo datan del siglo XVIII y muestra que los primeros pueblos se instalaron en busca de metales preciosos. En los años 1950, con la transferencia de la capital de Brasil de Río de Janeiro a Brasilia, las comunidades crecieron. En 1969, con apenas 9 años de vida, Brasilia tenía ya casi 80.000 habitantes viviendo en invasiones.
Las invasiones se posicionaron como uno de los problemas sociales más importantes en la agenda brasileña. Reconociendo la gravedad del problema, el gobernador Hélio Prates da Silveira solicitó la erradicación de las invasiones a la Secretaría de Servicios Sociales. Ese mismo año fue creada la Comisión de Erradicación de Invasiones. Entonces se organizó la "Campaña de Erradicación de las Invasiones (CEI)". Se creó una zona, al norte de Taguatinga (en las antiguas tierras de la Fazenda Guariroba), para transferir a los habitantes de las invasiones más cercanas de Brasília. A partir de las siglas CEI se formó el nombre de Ceilândia.
El 27 de marzo del 1971, el gobernador Hélio Prates daba un paso fundamental para Ceilandia. Ese día se transfirieron las primeras 20 familias a región administrativa. Hoy, posee cerca de 398.374 habitantes (PDAD 2010/2011) y es la región administrativa con más habitantes del Distrito Federal.
En 2013 se lanzó el documental "A cidade é uma só", de Adirlei Queiroz, en el que se narra la historia de la creación de Ceilândia.

## Seguridad
La región administrativa de Ceilândia es una de las regiones administrativas del Distrito Federal con mayor número de homicidios. Entre enero y mayo de 2012 se cometieron 64 homicidios en la ciudad, una media de casi 13 homicidios cada mes. Le siguen, en número de homicidios, las regiones administrativas de Planaltina, Samambaia y Gama.